# Botanischer Garten Chenshan

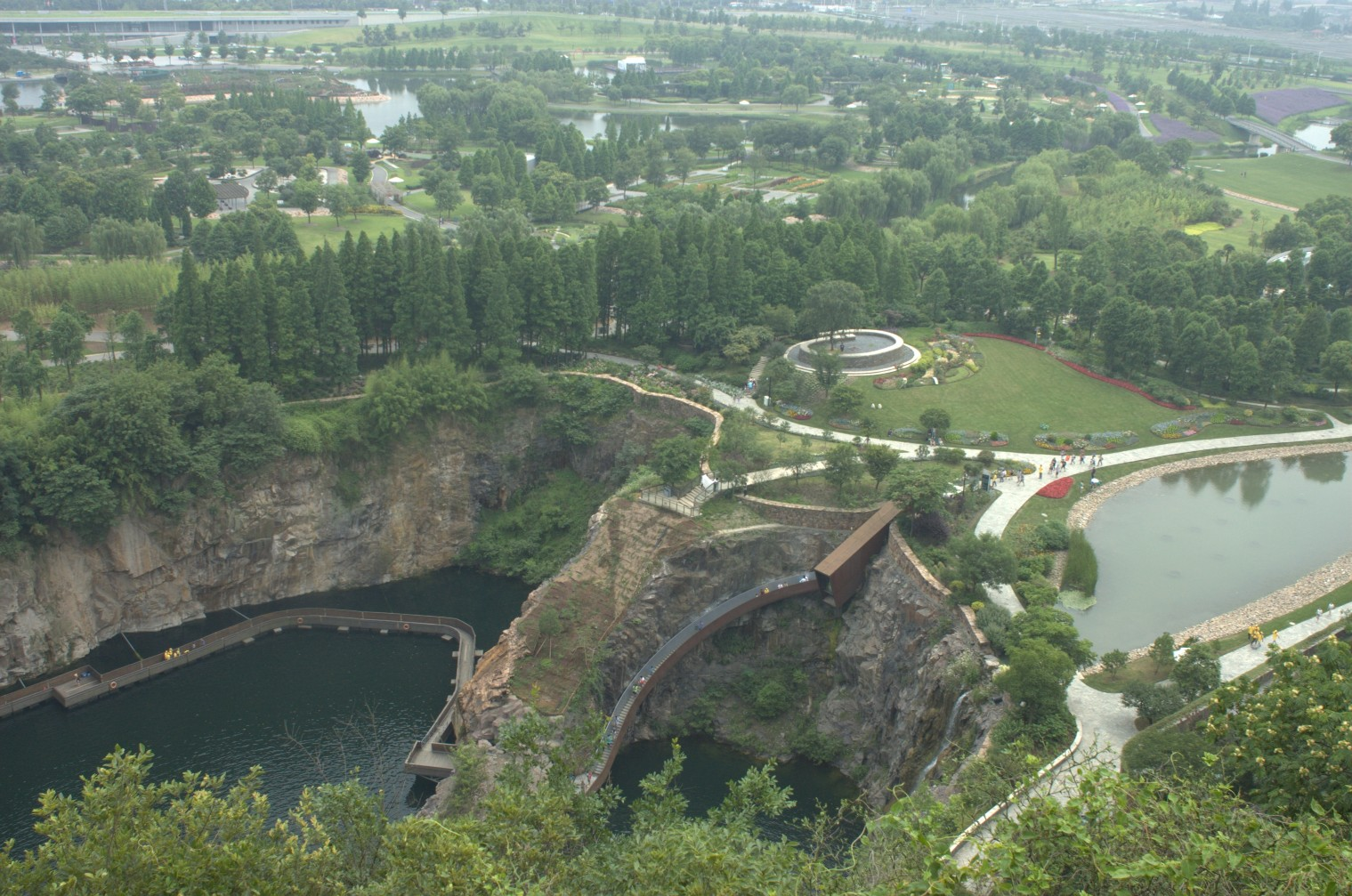
Botanischer Garten Chenshan in Songjiang

Der Botanische Garten Chenshan (chinesisch 上海辰山植物園 / 上海辰山植物园, Pinyin Shànghǎi Chénshān Zhíwùyuán) ist ein am 26. April 2010 zur Expo 2010 eröffneter Botanischer Garten in der Großgemeinde Sheshan des Shanghaier Stadtbezirks Songjiang. Entworfen wurde der Garten von dem Münchner Planungsbüro Valentien + Valentien. Der Garten hat eine Größe von 207 Hektar und ist Teil einer wasserreichen Landschaft, deren markante Punkte neun bis zu 100 m hoch aufragende Granithügel sind. Einer der Hügel, der namengebende Chenshan (wörtl. „der südöstliche [der neun] Hügel [von Songjiang]“),
liegt im Botanischen Garten.
Es gibt den etwa 60 m hohen Hügel, eine 34 Hektar große Seenlandschaft, große Grünflächen und viele unterschiedliche um den See gruppierte Themengärten. Der Garten wird von einem bis zu 14 Meter hohen begehbaren aufgeschütteten Erding unterteilt, auf dem unterschiedliche Lorbeerwälder angepflanzt wurden. Diese Wälder repräsentieren jeweils einen Kontinent. Des Weiteren gibt es Gewächshäuser, Forschungsgebäude und ein großes Haupteingangsgebäude. Der Botanische Garten wird von einem kleinen Bach in West-Ost-Richtung und einem Kanal in Nord-Süd-Richtung durchflossen. Im Botanischen Garten sind bisher ca. 9000 Species von Pflanzen kultiviert.
In der Nordwestecke des Botanischen Gartens befindet sich das von der Chinesischen Akademie der Wissenschaften und der Stadtregierung von Shanghai gemeinsam aufgebaute und am 11. Oktober 2010 eingeweihte Forschungszentrum für Pflanzenwissenschaften Chenshan.
Auf 15.000 m² Gebäudefläche gibt es dort Labors und Gewächshäuser zur Simulation unterschiedlicher Klimazonen, Anzuchttreibhäuser und eine Präparatesammlung, außerdem Versuchsfelder.